# William Scoresby (père)
Pour les articles homonymes, voir Scoresby.
William Scoresby, né le 3 mai 1760 à Cropton et mort le 28 avril 1829 à Whitby, est un baleinier britannique.
Il est le père de William Scoresby.

## Biographie
Né dans la ferme de Nutholm à Cropton, il est le fils d'un paysan de Whitby. Il devient marin en s'engageant sur des caboteurs de la Baltique.
Il entre dans la Royal Navy et sert pendant la guerre d'indépendance de l'Amérique.
Après s'être marié, il devient capitaine de baleinier en 1790 et forme son fils très jeune à la vie maritime. Il navigue avec lui jusqu'au 82e parallèle en Arctique.
William Scoresby, bien que peu instruit, perfectionne les techniques de navigation polaires et innove en inventant, entre autres, le nid de pie.